# Shōzō Makino (Schwimmer)
Shōzō Makino (jap. 牧野 正蔵 Makino Shōzō; * 15. Mai 1915 in Kosai; † 12. Februar 1987) war ein japanischer Schwimmer.
Makino nahm erstmals 1932 an Olympischen Spielen teil. In Los Angeles gewann er über 1500 m Freistil Silber. Im Jahr 1933 brach er die bestehenden Weltrekorde über zunächst 800 m Freistil im März und dann über 400 m Freistil im August. Drei Jahre später nahm er erneut an den Olympischen Spielen teil. Bei den in Berlin ausgetragenen Spielen sicherte er sich über 400 m Freistil Bronze. In seiner Karriere als Schwimmer stellte der Japaner zahlreiche nationale Rekorde auf und gewann zwölf nationale Titel.
Makino war Absolvent der Waseda-Universität und wurde 1975 mit der violetten Ehrenmedaille Japans ausgezeichnet. 1991 wurde er in die International Swimming Hall of Fame aufgenommen.